# 亞歷山德里夫卡 (尼古拉耶夫區)
47°32′41″N 32°5′58″E / 47.54472°N 32.09944°E
亞歷山德里夫卡（烏克蘭語：Олександрівка），是烏克蘭南部的村莊，隸屬尼古拉耶夫州的尼古拉耶夫區。該村始建於1861年，面積0.13平方公里，海拔高度37米，2001年人口1,861，人口密度每平方公里14,315.4人。